# Harpocrates
Harpocrates was oorspronkelijk een Egyptische godheid die geadopteerd werd door de Grieken en in latere tijden zowel door Grieken als door Romeinen werd aanbeden.

## Naam
De god werd oorspronkelijk als Hor-pa-khered of Hor-pa-chered genoemd vertaald als Horus-het-kind. Door de Grieken werd de naam vergriekst naar Harpocrates.

## Mythologische rol
Harpocrates was een van de vormen van Horus, een zonnegod. Hij was het kind van Isis en Osiris.

## Adoptie in de Grieks-Romeinse wereld
Herodotus meende dat de god een zonnegod was en oorlog moest voeren tegen de machten van de duisternis vandaar de associatie met de Griekse Apollo. Hij wordt vaak afgebeeld met zijn vinger op zijn mond, een symbool van de kindertijd. De Grieken en Romeinen, die de betekenis van deze houding niet begrepen, maakten hem de god van de stilte (Ovidius, Metam. Ix. 691), en als zodanig werd hij een geliefde godheid in de latere mystieke scholen van filosofie.
Aker · Amaoenet · Ammit · Amenhotep, zoon van Hapoe · Amon · Amon-Re · Amset · Anat · Andjeti · Anhoer · Anubis · Anoeket · Apedemak · Apepi · Apis · Arensnuphis · Astarte · Atoem · Aton · Baäl · Baälat · Bat · Banebdjedet · Bastet · Benben · Benoe · Bes · Buchis · Chentiamentioe · Chepri · Chons · Doeamoetef · Geb · Hapy (Nijlgod) · Hapy (zoon van Horus) · Harmachis · Harpocrates · Hathor · Hatmehyt · Heh en Hehet · Heka · Heket · Herisjef · Hesat · Horus · Hoe · Iaret · Imhotep · Ishtar · Isis · Isis-Sothis · Kebehsenoef · Kek · Chnoem · Maät · Mandulis · Mentoe · Meretseger · Mesechenet · Min · Miysis · Mnevis · Moet · Naoenet · Nechbet · Nechen en Pe · Nefertem · Neith · Nennoe · Nephthys · Noen · Noet · Osiris · Pachet · Ptah · Qetesh · Ra · Renenoetet · Renpit · Resjef · Satet · Sechmet · Selket · Serapis · Sesjat · Seth · Sjoe · Sobek · Sokaris · Sopdet · Ta-Bitjet · Tabh · Tatenen · Taweret · Tefnoet · Thoth · Wadjet · Wepwawet · Werethekaoe ·